# Province de Yauli
La province de Yauli (en espagnol : Provincia de Yauli) est l'une des neuf provinces de la région de Junín, au sud du Pérou. Son chef-lieu est la ville de La Oroya. Elle dépend de l'archidiocèse de Huancayo.

## Géographie
La province couvre une superficie de 3 617,35 km2. Elle est limitée au nord par la région de Pasco et la province de Junín, à l'est par la province de Tarma, au sud par la province de Jauja et à l'ouest par la région de Lima.

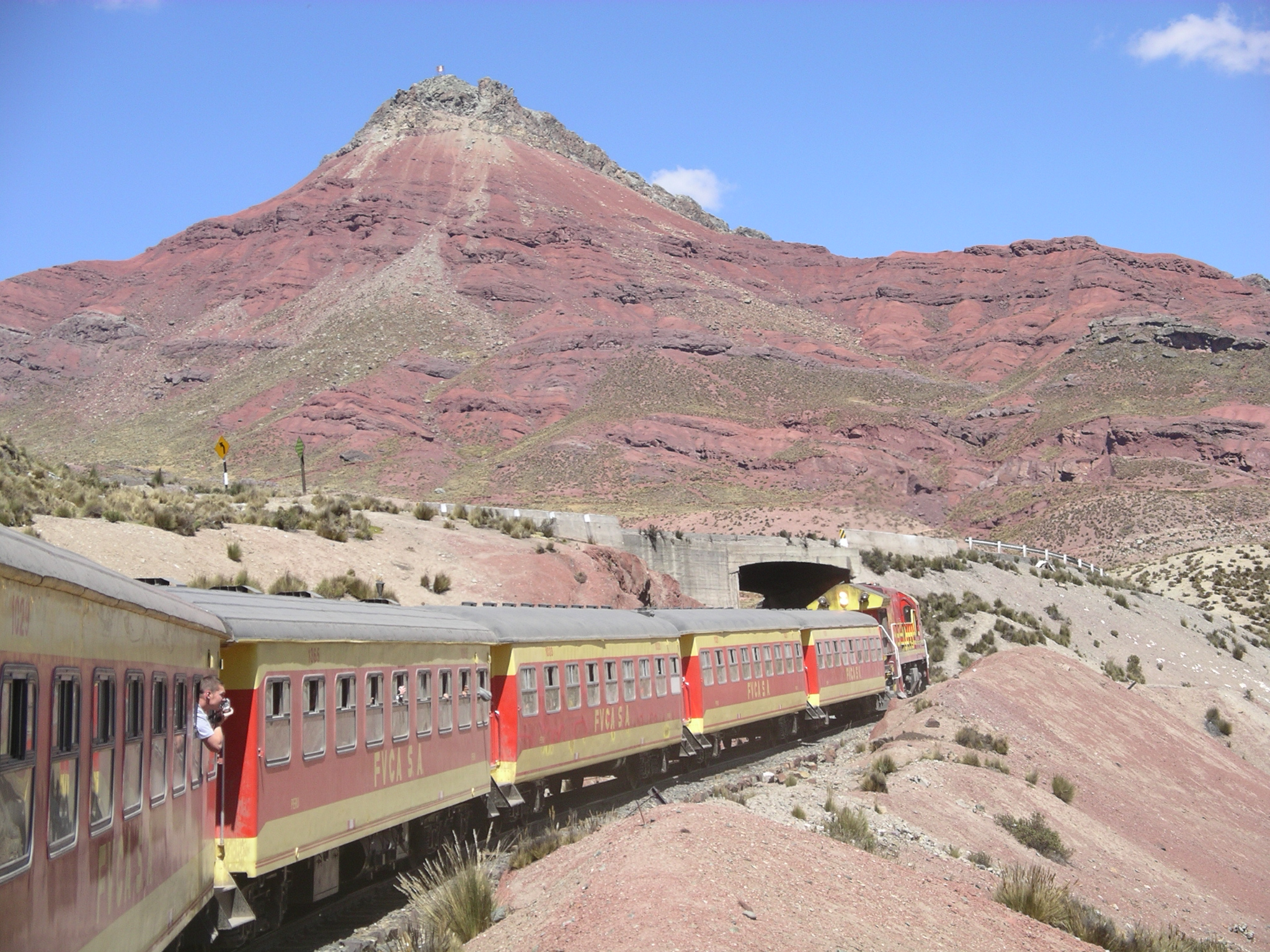
Ferrocarril Central Andino près du col d'Antikuna

## Population
La population de la province s'élevait à 66 093 habitants en 2002.

## Subdivisions
La province de Yauli est divisée en dix districts (en espagnol : distritos ; singulier : distrito) :
- Chacapalpa
- Huay-Huay
- La Oroya
- Marcapomacocha
- Morococha
- Paccha
- Santa Bárbara de Carhuacayán
- Santa Rosa de Sacco
- Suitucancha
- Yauli